# サンタのひげ (デザート)
サンタのヒゲは、北海道中富良野町・小樽市に構えるポプラファームが提供する半切りもしくは四半分に切られたメロンにソフトクリームを盛ったデザート。白いソフトクリームをサンタクロースの髭に見立てたことにより命名。「サンタのヒゲ」という名称と形状で商標登録を取得している。
有限会社フラノ開発が展開するポプラファームより販売される。